# مارتینیتسه (ناحیه کرومیریژ)
مارتینیتسه (به چکی: Martinice) یک منطقهٔ مسکونی در جمهوری چک است که در ناحیه کرومیریژ واقع شده‌است. مارتینیتسه ۴٫۷۶ کیلومتر مربع مساحت و ۶۵۹ نفر جمعیت دارد و ۲۴۶ متر بالاتر از سطح دریا واقع شده‌است.